# Rey Jian de Zhou
El Rey Jian de Zhou (en chino, 周簡王; pinyin, Zhōu Jiǎn Wáng), o Rey Chien de Chou, fue el vigésimo segundo rey de la Dinastía Zhou de China, y el décimo rey de la Dinastía Zhou Oriental.
Bajo su reinado, el estado Wu se convirtió en reino, cuando su señor, el vizconde Shoumeng, se proclamó rey. Desde entonces, los Zhou perdieron influencia an el sudeste del país.